# 花岡拡幅
花岡拡幅（はなおかかくふく）は、周南市（旧熊毛町）垰（たお）から下松市南花岡6丁目に至る延長7.1 kmの国道2号の拡幅事業。一部の区間では現道の拡幅（車線付加）ではなく、新たにバイパスを作った区間もある。

## 概要
- 起点：山口県周南市峠
- 終点：山口県下松市南花岡6丁目（国道2号周南バイパス起点）
- 延長：7.1km
- 道路規格：第3種第1級
- 設計速度：80 km/h
- 計画幅員
  - 4車線部：25.0 m
  - 6車線部：35.0 m
- 車線数：4車線、6車線

1998年度までに周南市垰から下松市切山（約1.0 km）と下松市山田から南花岡6丁目（約3.7 km）の区間における現道拡幅を完了した。また、2005年3月12日に下松市切山から山田の区間（約2.4 km）のバイパスが完成した（旧道は山口県道140号獺越下松線などに降格）。

## 交差する道路
- 上側が起点側、下側が終点側。左側が上り側、右側が下り側。
- 路線名の特記がないものは市道。

| 交差する道路                           | 交差する道路                           | 交差する場所 | 交差する場所 | 大阪から (km) |
| -------------------------------------- | -------------------------------------- | ------------ | ------------ | ------------- |
| 国道2号 広島・岩国方面                 |                                        |              |              |               |
| -                                      | -                                      | 周南市       | （起点）     | 417.2         |
| -                                      |                                        | 周南市       | 垰           | 417.7         |
|                                        | （旧国道2号）                          | 下松市       | 峠市         | 418.2         |
|                                        |                                        | 下松市       | 東陽団地東   | 419.3         |
|                                        | -                                      | 下松市       | 東陽団地西   | 419.7         |
|                                        | 県道140号獺越下松線                    | 下松市       | 山田         | 420.6         |
|                                        |                                        | 下松市       | 生野屋       | 422.2         |
|                                        |                                        | 下松市       | 花岡         | 423.8         |
| 県道41号下松鹿野線                     | 県道41号下松鹿野線                     | 下松市       | 南花岡       | 424.3         |
| 国道2号（周南バイパス） 下関・防府方面 | 国道188号（下松バイパス） 柳井・光方面 | 下松市       | 末武中       | 424.6         |
| 県道347号下松新南陽線                  |                                        |              |              |               |

## 交通量
2005年度（山口河川国道事務所 基礎データ 交通量より）
平日24時間交通量（台）
- 下松市大字来巻字丸田：3,500
- 下松市大字山田字四郎丸：34,200
- 下松市大字末武上字中高塚：45,800

## 車線・最高速度
| 区間                        | 車線 上下線=上り線+下り線 | 最高速度 |
| --------------------------- | ------------------------- | -------- |
| 周南市峠 - 南花岡交差点     | 4=2+2                     | 60 km/h  |
| 南花岡交差点 - 末武中交差点 | 6=3+3                     | 60 km/h  |